# Crenidorsum goaensis
Crenidorsum goaensis là một loài côn trùng cánh nửa trong họ Aleyrodidae, phân họ Aleyrodinae.
Crenidorsum goaensis được Jesudasan & David miêu tả khoa học đầu tiên năm 1991.